# إمبريالية التجارة الحرة
إمبريالية التجارة الحرة هي مقالة أكاديمية كتبها جون غالاغر ورونالد روبنسون نشرت لأول مرة في مجلة التاريخ الاقتصادي في عام 1953. وكان المقال مؤثراً في الجدل المتعلق بأسباب التوسع الإمبراطوري البريطاني في القرن التاسع عشر والذي كان مركزاً منذ كتاب الإمبريالية لجون هوبسون على الدافع الاقتصادي. بدلاً من ذلك، زعم غالاغر وروبنسون أن الإمبريالية الجديدة - «موجة التوسع الإمبريالي الجديدة التي جمعت زخمًا من ثمانينيات القرن التاسع عشر» - يمكن وصفها على أنها أفضل استمرار لسياسة طويلة الأجل حيث الإمبراطورية غير الرسمية، على أساس مبادئ الحرية التجارة، تم تفضيله على السيطرة الإمبراطورية الرسمية ما لم تجعل الظروف مثل هذه القاعدة مستحيلة. بالإضافة إلى إعادة إثارة الاهتمام العلمي بتنظير الإمبريالية الجديدة، ساعدت المقالة في إطلاق مدرسة كامبريدج للتاريخ.
تم تطوير الحجج المقترحة في المقالة في وقت لاحق في كتاب كامل، أفريقيا والفيكتوريين (1961)، بالاشتراك مع أليس ديني. قدم الكتاب شرحًا مختلفًا بمهارة للتوسع الأوروبي في أفريقيا، مبنيًا على الجغرافيا السياسية واستراتيجية لحماية الهند البريطانية من التعدي من قبل القوى الأوروبية الأخرى. تم انتقاد النموذج الاستراتيجي وأهميته لشرق أفريقيا بسبب أساسه الوثائقي المحدود وتضاربه المتسلسل من قبل جون داروين في عام 1997، وهو دحض تم تعزيزه ووضعه في سياق آخر من قبل جوناس ججيرسو في عام 2015.
بمراجعة النقاش من نهاية القرن العشرين، يجادل المؤرخ مارتن لين بأن غالاغر وروبنسون بالغوا في تأثيره. ويقول إن بريطانيا حققت هدفها المتمثل في زيادة مصالحها الاقتصادية في العديد من المجالات، "لكن الهدف الأوسع المتمثل في" تجديد "المجتمعات وبالتالي إنشاء مناطق مرتبطة" بروافد "للمصالح الاقتصادية البريطانية لم يتحقق. كانت الأسباب:
الهدف من إعادة تشكيل العالم من خلال التجارة الحرة وامتداده في الخارج يعود إلى التفاؤل الخاطئ من صانعي السياسة البريطانيين ووجهات نظرهم الجزئية للعالم من فهم واقع العالم في منتصف القرن التاسع عشر.... ظل حجم التجارة والاستثمار... تمكن البريطانيون من توليد ما زال محدودًا... أثبتت الاقتصادات المحلية والأنظمة المحلية براعة في تقييد وصول التجارة والاستثمار البريطانيين. أدت العوائق المحلية أمام الغارات الأجنبية، وانخفاض القوة الشرائية للسكان، ومرونة التصنيع المحلي، وقدرات رجال الأعمال المحليين إلى أن هذه المناطق قاومت الاختراق الاقتصادي البريطاني بشكل فعال.
لقد جذبت فكرة استخدام الدول الإمبريالية للتجارة الحرة ضوابط غير رسمية لتأمين نفوذها الاقتصادي الآخذ في الاتساع الماركسيين الذين يحاولون تجنب مشاكل التفسيرات الماركسية السابقة للرأسمالية. غالبًا ما يتم تطبيق هذا النهج على السياسات الأمريكية.